# Fernsprechordnung
Die Fernsprechordnung (FO) war eine Rechtsverordnung der ehemaligen Reichspost und später der Deutschen Bundespost. Sie ergänzte zunächst die Fernsprechgebühren-Ordnung, in welcher hauptsächlich die Gebühren und Kosten für die durch die Reichspost erbrachten Grundleistungen festgelegt waren, um Beschreibungen zum Netzaufbau und zu angebotenen Anschlüsse, Leistungen und Dienste. Ab der Neufassung der Fernsprechordnung von 1924 waren die Fernsprechgebühren als Anhang enthalten.

## Inhalte
In der Erstfassung von 1921 enthielt die Fernsprechordnung 31 Paragraphen:
- §1: Das öffentliche Netz
- §2: Die Ortsnetze und ihr Anschlußbereich
- §3: Die Dienststunden
- §4: Die Hauptanschlüsse
- §5: Die Nebenanschlüsse
- §6: Die Querverbindungen
- §7: Die Anschlußdosen
- §8: Die Zusatzeinrichtungen
- §9: Die Einrichtungsgebühr
- §10: Die Zuschläge für Leitungen außerhalb des 5-km-Kreises und die Kostenzuschüsse für besonders kostspielige Leitungen und Apparate
- §11: Die Fernsprechteilnehmer
- §12: Die Herstellung der Anschlüsse
- §13: Die Verlegung und die Übertragung von Fernsprecheinrichtungen der Teilnehmer, die Umwandlung von Haupt- und Nebenanschlüssen, Auswechslungen und andere Arbeiten bei den Sprechstellen
- §14: Die amtlichen Fernsprechbücher
- §15: Die öffentlichen Sprechstellen
- §16: Der Ortsverkehr
- §17: Der Fernverkehr
- §18: Der Vororts- und der Bezirksverkehr
- §19: Die Gespräche, zu denen eine Person herbeigerufen wird, die Gespräche mit Voranmeldung, die Weitergabe kurzer Nachrichten durch Postagenten und Inhaber von Hilfstellen oder von gemeindlichen öffentlichen Sprechstellen
- §20: Die Gesprächsverbindungen zur Nachtzeit und die Monatsgespräche
- §21: Die Dauerverbindungen während der Dienstpausen der Vermittlungsstellen
- §22: Die Unfallmeldedienst
- §23: Die Übermittlung von Telegrammen, der Wettervorhersage und der Tageszeit durch Fernsprecher
- §24: Die Nebentelegraphen und die besonderen Telegraphen
- §25: Die Fälligkeit und die Zahlung der Gebühren, Erstattungsanträge und Nachforschungen
- §26: Die Ermäßigung und der Nachlaß der Gebühren
- §27: Die Dauer der Teilnehmerschaft
- §28: Die Einstellung des Betriebs, die Sperre und Entziehung der Anschlüsse
- §29: Die Haftpflicht
- §30: Der einmalige Fernsprechbeitrag
- §31: Schluß- und Übergangsbestimmungen

In der letzten Neufassung von 1956 waren es 45 Paragraphen und drei Anlagen.

## Geschichte
Mit der Veröffentlichung im Reichsgesetzblatt am 25. August 1921 erhielt die Fernsprechordnung Gesetzeskraft. Erlassen wurde die Fernsprechordnung auf Grund §12 des Fernsprechgebühren-Gesetzes vom 11. Juli 1921. Da in der Fernsprechordnung auch Gebühren und Kosten von Anschlüssen und Geräten festgelegt waren, musste sie bei Gebührenänderungen, sowie bei Hinzukommen und Wegfall von Geräten geändert werden. Die Änderungen erfolgten durch Bekanntgabe entsprechender „Verordnungen zur Änderung der Fernsprechordnung“ im öffentlichen Verkündigungsblatt der Regierung:
- bis 1923 im Reichsgesetzblatt,
- ab 1924 bis 1945 im Amtsblatt des Reichspostministeriums,
- ab 1948 bis 1949 im Amtsblatt der Hauptverwaltung für das Post- und Fernmeldewesen des Vereinigten Wirtschaftsgebietes,
- ab 1950 bis 1969 im Amtsblatt des Bundesministers für das Post- und Fernmeldewesen und
- ab 1969 bis 1970 im Bundesgesetzblatt.

Während der gesamten Gültigkeitsdauer der Fernsprechordnung erfolgten etwa 40 Änderungen.
In unregelmäßigen Abständen wurden Neufassungen veröffentlicht, die bisherige Änderungen berücksichtigten:
- Dezember 1922
- Juni 1924
- Februar 1927
- November 1939
- 1950
- März 1956

Am 1. Juli 1971 wurde die Fernsprechordnung durch die Fernmeldeordnung ersetzt.